# Parapronoe elongata
Parapronoe elongata is een vlokreeftensoort uit de familie van de Pronoidae. De wetenschappelijke naam van de soort is voor het eerst geldig gepubliceerd in 1981 door Semenova.